# Liste der Monuments historiques in Billy-lès-Chanceaux
Die Liste der Monuments historiques in Billy-lès-Chanceaux führt die Monuments historiques in der französischen Gemeinde Billy-lès-Chanceaux auf.

## Liste der Objekte
| Bezeichnung                | Beschreibung                   | Standort                        | Kennzeichnung | Schutzstatus | Datum | Bild |
| -------------------------- | ------------------------------ | ------------------------------- | ------------- | ------------ | ----- | ---- |
| Skulptur Heiliger Jakobus  | Stein, farbig gefasst, um 1600 | in der Kirche St-Georges (Lage) | PM21003028    | Classé       | 1999  |      |
| Skulptur Heiliger Sequanus | Stein, farbig gefasst, um 1600 | in der Kirche St-Georges (Lage) | PM21003029    | Classé       | 1999  |      |